# Trina Solar
 (mars 2013).
Trina Solar est une société chinoise située dans la province de Jiangsu, avec de nombreuses succursales aux États-Unis, en Europe et en Asie. L’entreprise est cotée au PPVX (l'indice des actions solaire) ainsi que sur le NYSE. Fondée en 1997 par Jifan Gao, l'entreprise développe et fabrique des lingots, des plaquettes, des cellules et des modules solaires. Au cours des dernières années, Trina Solar a été inscrite à plusieurs reprises sur la liste Fortune 100 des entreprises les plus dynamiques du monde. Trina Solar a développé une chaîne d'approvisionnement d'intégration verticale, depuis la production de lingots, plaquettes et cellules jusqu'à l'assemblage de modules de haute qualité. À la fin de 2014, la société a livré des modules photovoltaïques (PV) avec une puissance totale de 11 GW. Courant de l’année 2014, un total de 3,66 GW a été expédié, faisant de Trina Solar le premier fournisseur de PV à l'échelle mondiale, comme reporté par IHS.

## Protection de l’environnement
Depuis décembre 2008, Trina Solar est certifié ISO 14001 ; le dernier rapport de développement durable couvre l'année 2013. En l'an 2010, la société est devenue membre à part entière de PV Cycle et offre gratuitement le retour et le recyclage des modules utilisés. Par conséquent, Trina Solar répond à la directive WEEE de l'UE. En 2012, 2013, et 2014 Trina Solar a également été classé en haut du classement « Solar Scorecard » par Silicon Valley Toxics Coalition (SVTC).